# Türkische Botschaft Bratislava
Die Türkische Botschaft Bratislava (offiziell: Botschaft der Republik Türkei Bratislava; Türkiye Cumhuriyeti Bratislava Büyükelçiliği oder T.C. Bratislava Büyükelçiliği) ist die höchste diplomatische Vertretung der Republik Türkei in der Slowakei. Seit 2010 residiert Fatma Dicle Kopuz als Botschafterin der Republik Türkei in dem Botschaftsgebäude.
Die diplomatischen Beziehungen wurden am 1. Januar 1993 aufgenommen. Die Botschaft Bratislava wurde am 5. April 1994 eröffnet.